# Referèndum d'independència de Nova Caledònia de 2021
El referèndum d'independència de Nova Caledònia de 2021 va ser un referèndum d'independència, que va tenir lloc el 12 de desembre de 2021 per a decidir la sobirania política de Nova Caledònia, ja fos per a constituir-se com a nou Estat independent o mantenir-se com a col·lectivitat sui generis de França.
Amb una campanya de boicot del bloc independentista per la crisi sanitària derivada de la pandèmia de COVID-19, la participació va ser tan sols del 43,90%. Dels sufragis emesos, l'opció unionista va guanyar amb el 96,49% dels vots, davant del 3,51% dels vots a favor de la independència i el 2,99% de vots en blanc i nuls.

## Context
Segons l'acord de Nouméa del 1998, els neocaledonians poden dur a terme fins a tres referèndums d'independència: el primer al 2018, el segon al 2020 i el tercer al 2022. Els de 2018 i 2020 van donar un resultat contrari a la secessió, amb un percentatge de 56-44% i 51.91-45.55%, respectivament. El 8 d'abril de 2021, els 26 membres del bloc independentista del Congrés de Nova Caledònia van tramitar la petició d'un tercer referèndum al Govern francès, que hi va accedir. Per a satisfer les demandes dels separatistes, el dret a vot es limitarà als ciutadans que resideixin durant molt de temps i de forma continuada a Nova Caledònia i, en particular, exclou les persones instal·lades després de 1994.
El primer ministre francès, Jean Castex, va convidar els líders independentistes del 25 de maig al 3 de juny de 2021 a París «per a una sessió d'intercanvi i treball» per preparar en l'endemà de l'acord de Nouméa. El 15 de juliol es va publicar un document informatiu titulat «Debats sobre el futur institucional de Nova Caledònia», per a fer front a les conseqüències del «sí» i del «no». Si bé, inicialment, es va plantejar el nou referèndum pel mes de setembre de 2022, arran d'aquesta sessió, el govern francès va fixar-lo pel 12 de desembre de 2021, abans de les eleccions presidencials franceses de 2022, tal com reclamaven els unionistes mentre que els separatistes volien organitzar-lo amb posterioritat. Dies després de l'anunci, el partit independentista Unió Nacional per la Independència (UNI) va convocar una roda de premsa de valoració, mostrant els seus dubtes i discrepàncies sobre mesures preses fora dels acords de Nouméa, com ara el període de transició abans d'unes eleccions constituents.

## Elements

### Pregunta

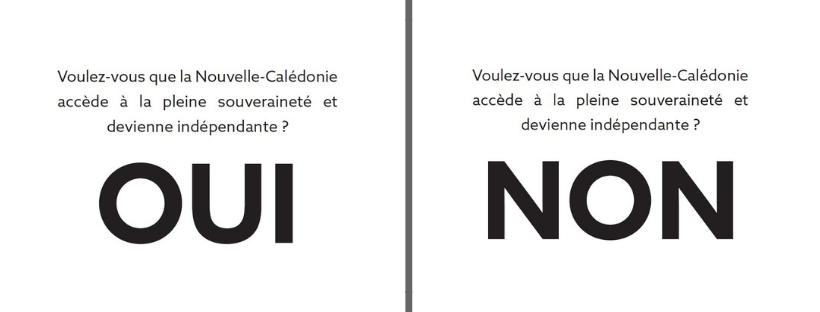
Papereta de vot emprada

El plebiscit consisteix en autoritzar la transferència de poders sobirans a Nova Caledònia, l'accés a un estatus internacional de plena responsabilitat i l'organització de la ciutadania en nacionalitat de ple dret. El referèndum es denomina oficialment «consulta sobre l'accés de Nova Caledònia a la plena sobirania».

La pregunta que es va fer als neocaledonians va ser objecte de debat el 2018, pel primer referèndum entre independentistes i unionistes, sobre les expressions «plena sobirania» i «independència». Finalment, el 28 de març de 2018, es va arribar a un acord després de les negociacions entre el govern del primer ministre francès Édouard Philippe i les diverses parts. La pregunta sotmesa al referèndum d'independència del 2018 i conservada pel de 2020 va ser: 
| « | Voleu que Nova Caledònia accedeixi a la plena sobirania i esdevingui independent? | » |

### Condicions de participació
Per poder votar, primer cal estar inscrit a la llista electoral general i a la llista electoral per a la consulta sobre l'adhesió de Nova Caledònia a la plena sobirania (LESC). Així, uns 35.950 votants inscrits a la llista general queden exclosos de la votació, és a dir, el 17%. Es tracta principalment d’europeus que van arribar a Nova Caledònia després del 1994.
La qüestió de la inclusió a les llistes de persones noves que compleixen aquests criteris i que han superat els divuit anys d'edat des del referèndum de 2018 va ser objecte d'un intens debat abans de l'organització del segon referèndum, registrant-se automàticament persones d'estat civil consuetudinari, a diferència de les d'estat civil ordinari que van haver de completar el procés d'inscripció per elles mateixes. Finalment, els independentistes van guanyar la pugna sobre els unionistes –que van exigir el registre automàtic de tothom–. Tot i així, es va obtenir la garantia que es contactaria individualment amb les persones interessades per recordar-los la possibilitat del seu registre. Un total de 184.332 persones van ser inscrites per a votar el 2021, 3.533 més que al referèndum de 2020.
A diferència del criteri de configuració del cens, els unionistes van obtenir el dret de fer campanya amb el bandera tricolor francesa, tot i que el codi electoral francès prohibeix l'apropiació d'aquest emblema en uns comicis. Durant el referèndum de 2018 es va veure com els separatistes van poder utilitzar massivament la bandera del Front d'Alliberament Nacional Canac Socialista (FLNKS) sense que els unionistes s'hi poguessin oposar amb la bandera francesa. Aquella situació, denunciada pels partidaris del manteniment de l'estatus polític, es va corregir mitjançant un decret del govern «per justícia» per a les eleccions del 2020. No obstant això, la decisió va provocar un clam de rebuig dels separatistes per considerar-la com a antidemocràtica.

### Conseqüències
El referèndum havia de comportar, fos quin fos el resultat, un període de transició de dos anys, fins al 30 de juny de 2023, per tal de conduir a la redacció d'una constitució pel nou estat, en cas de victòria del «sí», o d'un nou estatus per a l'arxipèlag dins la República francesa, en cas de victòria del «no». En ambdós casos, el nou text serà sotmès a referèndum al final d'aquesta transició.

## Campanya

### Independentista
El Front d'Alliberament Nacional Canac Socialista (FLNKS) va anunciar l'octubre del 2020 la seva intenció de desencadenar l'organització del tercer referèndum previst per l'acord de Nouméa i participar activament en defensa de la independència de l'arxipèlag. La sol·licitud oficial només es podia fer a partir del 4 d'abril de 2021, per aquesta raó, els dos grups del FLNKS al Congrés de Nova Caledònia, la Unió Nacional per la Independència (UNI) i la Unió Caledoniana (UC), van intervenir el 8 d'abril d'aquell mateix any per a demanar la convocatòria d'un tercer referèndum que s'organitzaria el 2022, seguint les pautes de l'acord de Nouméa, tot i que es avançar al 12 de desembre de 2021.
Ara bé, pocs mesos abans del plebiscit van sorgir dubtes entre els partits independentistes sobre la correcta celebració del referèndum a 12 de desembre de 2021 i van manifestar la seva voluntat d'ajornal-lo a causa de la pandèmia de COVID-19 a Nova Caledònia. El govern francès va condicionar aquesta possibilitat a l'evolució de la pandèmia, però, en principi, va voler mantenir la data. El 20 d'octubre de 2021, el FLNKS va proclamar el boicot al referèndum a causa de la crisi sanitària, argumentant els riscos que la pandèmia comportava sobre la viabilitat de la campanya del referèndum i la fiabilitat dels resultats, i va demanar l'ajornament del referèndum després de les eleccions presidencials franceses de 2022.

### Unionista
Els partidaris de mantenir la unió amb la metròpoli es van mostrar en contra d'un tercer referèndum, que titllen de «referèndum binari», i es postulen per negociar un nou acord en el marc del manteniment de la sobirania francesa. Philippe Dunoyer, diputat unionista a Nova Caledònia, va defensar «un referèndum de concentració». Per la seva banda, del 25 de maig al 3 de juny de 2021, el primer ministre francès Jean Castex va convidar els líders caledonians a París «a una sessió d'intercanvi i treball» per preparar el nou acord de Nouméa.

## Boicot
Les incògnites sobre el bon desenvolupament del referèndum del 12 de desembre de 2021 van anar apareixent tan bon punt els partits independentistes van anunciar la seva voluntat d'ajornar la votació a causa de la pandèmia de COVID-19 a Nova Caledònia. El govern francès va condicionar aquesta possibilitat a una evolució «fora de control» de la pandèmia, desitjant mantenir la cita en cas de tendència contrària.
El 20 d'octubre de 2021, el FLNKS va demanar el boicot al referèndum a causa de la crisi sanitària, argumentant els riscos que suposava la pandèmia a la viabilitat de la campanya del referèndum i a la fiabilitat dels resultats. Va demanar l'ajornament del referèndum després de les eleccions presidencials franceses de 2022. L'anunci va agafar per sorpresa el govern, inclòs el ministre d'ultramar, Sébastien Lecornu. La nota de premsa del FLNKS es va fer efectiva tot i que aquest va tornar a la França continental després de diverses reunions a Nova Caledònia amb les diferents forces implicades, entre elles els líders independentistes, sense que aquest tema hagués estat plantejat per ells durant la seva presència.
Després de 260 morts i més d'un mes de confinament en el moment de l'anunci del boicot, la situació sanitària va anar millorant, mentre es va dur a terme una campanya de vacunació massiva a instàncies del Congrés de Nova Caledònia, presidit per l'independentista Roch Wamytan, que va votar a favor de la vacunació obligatòria de tota la població elegible. El 28 d'octubre, Nova Caledònia sumava aleshores el 75,58% de la seva població vacunable havent rebut almenys una dosi de vacuna, equivalent al 64,53% de la seva població total, i el 66,31% dels vacunats totalment vacunats, és a dir, el 56,62% de la població total.
Qualificada com la «instrumentalització» de la pandèmia, la decisió de boicotejar per part dels separatistes és atribuïda pels seus oponents a la voluntat de guanyar temps davant un context desfavorable. La pandèmia de la COVID-19 va tenir, efectivament, la conseqüència indirecta de donar una molt bona imatge a l'Estat francès, ja que aquest últim havia estat molt present en la lluita contra la pandèmia amb l'enviament de metges i estocs de vacunes, així com un important programa d'ajuda econòmica. França va alliberar deu mil milions de francs del Pacífic en resposta a l'enfonsament dels comptes públics del govern de Nova Caledònia.
La possibilitat d'un ajornament després del boicot va ser fortament criticada pels responsables econòmics de l'arxipèlag, les principals organitzacions patronals i artesanals reunides dins de NC Eco, que van advertir el 27 d'octubre de «desastroses conseqüències econòmiques i socials» en cas d'ajornament. El període del triple referèndum va tornar a ser acusat d'haver provocat ja una forta caiguda de l'activitat i la inversió a Nova Caledònia per la incertesa sobre el seu futur institucional.
L'anunci del boicot va fer témer el govern francès per la seguretat del vot, fet que va comportar el trasllat a partir de finals d'octubre d'un reforç de prop de dos mil gendarmes i policies -tots vacunats- així com de material policial.
El boicot es va concretar el 27 d'octubre, data límit inicial per a la presentació dels documents que permeten als partits polítics emetre oficialment els seus programes i cartells propagandístics durant la campanya del referèndum. Dels grups polítics locals, ni la Unió Caledoniana-Front d'Alliberament Nacional Canac Socialista (UC-FLNKS), ni la Unió Nacional per a la Independència (UNI), ni el Partit Laborista van presentar aquests documents, la qual cosa va provocar la seva exclusió de facto d'aquests aspectes de la campanya. A les parts se'ls va oferir una pròrroga fins al 8 de novembre, que també van desestimar. Tot i així el fet que el bloc independentista no es beneficiés de la difusió institucional del tercer referèndum, no va comportar la pèrdua de la seva capacitat de campanya.
Els separatistes també van amenaçar de no participar en els debats sobre el futur institucional del territori si el referèndum es mantenia pel 2021. El 9 de novembre van anunciar que «no respectaran el resultat» i van assenyalar a la comunitat internacional «les mancances d'un Estat que no compleix la seva paraula», en referència a les paraules del primer ministre francès Édouard Philippe que a l'octubre de 2019 va excloure la possibilitat que s'organitzés el tercer referèndum entre setembre de 2021 i agost de 2022, per tal de distingir els terminis electorals francesos i els caledonians.
El 12 de novembre, Patrice Faure, Alt Comissionat de la República a Nova Caledònia, va anunciar la decisió del govern francès de mantenir la data del referèndum al 12 de desembre de 2021, a causa de la millora de la situació sanitària. El punt de salubritat del 30 de novembre, dotze dies abans del referèndum, va ser de «millora» amb un nou descens de la taxa d'incidència i una absència de morts per COVID-19 des del 21 de novembre. El total de Nova Caledònia era del 77,94% de la seva població vacunable havent rebut almenys una dosi de vacuna i el 73,36% totalment vacunades o, el que en termes generals volia dir, el 62,64% de la seva població total vacunada. El 7 de desembre de 2021 el Consell d'Estat de França va rebutjar la petició d'ajornament del referèndum. Fins a l'11 de desembre, dia previ a la jornada electoral, el recompte oficial de morts des de l'onada de COVID-19 començada el 9 de setembre era de 280 morts.

## Resultat

### Global
| Opció                 | Vots    | %     |
| --------------------- | ------- | ----- |
| Sí                    | 2.755   | 3,51  |
| No                    | 75.765  | 96,49 |
|                       |         |       |
| Vàlids                | 78.520  | 97,01 |
| Blancs                | 1.142   | 1,41  |
| Nuls                  | 1.276   | 1,58  |
| Total                 | 80.938  | 100   |
| Abstencions           | 103.429 | 56,10 |
| Inscrits/participació | 184.367 | 43,90 |

|                  |  | Vots «No» (96,49 %) |
| ▲                |  |                     |
| Majoria absoluta |  |                     |

### Per províncies
| Opció                 | Vots   | %     |
| --------------------- | ------ | ----- |
| Sí                    | 440    | 6,53  |
| No                    | 6.295  | 93,47 |
|                       |        |       |
| Vàlids                | 6.735  | 96,05 |
| Blancs                | 122    | 1,74  |
| Nuls                  | 155    | 2,21  |
| Total                 | 7.012  | 100   |
| Abstencions           | 34.816 | 83,24 |
| Inscrits/participació | 41.828 | 16,76 |

| Opció                 | Vots    | %     |
| --------------------- | ------- | ----- |
| Sí                    | 2.180   | 3,08  |
| No                    | 68.667  | 96,92 |
|                       |         |       |
| Vàlids                | 70.847  | 97,15 |
| Blancs                | 983     | 1,35  |
| Nuls                  | 1.092   | 1,50  |
| Total                 | 72.922  | 100   |
| Abstencions           | 47.497  | 39,44 |
| Inscrits/participació | 120.419 | 60,56 |

| Opció                 | Vots   | %     |
| --------------------- | ------ | ----- |
| Sí                    | 135    | 14,39 |
| No                    | 803    | 85,61 |
|                       |        |       |
| Vàlids                | 938    | 93,43 |
| Blancs                | 37     | 3,69  |
| Nuls                  | 29     | 2,89  |
| Total                 | 1.004  | 100   |
| Abstencions           | 21.116 | 95,46 |
| Inscrits/participació | 22.120 | 4,54  |